# Perwez (Ohey)
Pour l’article homonyme, voir Perwez.
Perwez [pɛʀwe] (en wallon Perwé-dlé-Hayo) est une section de la commune belge d'Ohey située en Région wallonne dans la province de Namur.
C'était une commune à part entière avant la fusion des communes de 1977.

## Géographie

### Hydrographie
Le village est arrosé par le Lilot et la Solières y prend sa source.

## Démographie
- Sources:INS, Rem:1831 jusqu'en 1970=recensements, 1976= nombre d'habitants au 31 décembre

## Patrimoine et culture

### Patrimoine architectural
- Eglise Saint-Lambert. Edifice classique datant de la fin du XVIIIe siècle, dont la tour a été ajoutée à la fin du XIXe siècle[2].
- Ferme de Sur-les-Sarts. Ancien siège d'un fief namurois, propriété au XVIIe siècle, des Bardouille, en 1703 passé à M. de Jamar, femme de Balthazar d'Agoult, vendu en 1728 à Nicolas Antoine Dauvin, relevé en 1750 par Henri d'Orjo et repris par les Dauvin en 1765[3].